# Der verkaufte Traum
Der verkaufte Traum („Beyond the Horizon“) ist ein 1991 erschienener Roman von Amma Darko. Der Roman ist in Deutschland in englischer Sprache verfasst worden und zuerst in der deutschen Übersetzung publiziert worden.
Er handelt von einer Ghanaerin, die von ihrem ghanaischen Ehemann nach Deutschland geschleust und dort von ihm in die Prostitution gezwungen wird, weil er Geld für seine ebenfalls nach Deutschland geholte Geliebte braucht.

## Inhalt
Mara wächst in einem ghanaischen Dorf auf und träumt vom Leben in der Hauptstadt Accra. Sie heiratet Akobi, der sie dorthin bringt. Mara erfährt, dass Akobi nicht der Mann von Welt ist, der er vorgibt zu sein. Sie hat es sehr schwer in Accra.
Akobi plant eine Reise nach Deutschland und Mara unterstützt ihn, weil sie hofft, dass er sie nachholen werde. Erst lange Zeit später erhält sie wirklich eine Einladung nach Deutschland. Nach und nach begreift sie, dass Akobi mit der Deutschen Gitte liiert ist, der Mara als Akobis Schwester vorgestellt wird. Nach anfänglichem Widerstand spielt Mara das Spiel mit.
Schließlich zwingt Akobi seine Frau zur Prostitution, denn er braucht Geld für seine anspruchsvolle Geliebte Comfort.

## Hauptfiguren
- Mara: Eine Frau, die in dem ghanaischen Dorf Naka geboren wurde, nach ihrer Hochzeit dem Ehemann in die Hauptstadt Accra folgt und schließlich von ihm nach Deutschland eingeschleust wird.
- Akobi: Maras Ehemann, der es nach langen Bemühungen und mithilfe des Geldes seiner Frau schafft nach Deutschland einzureisen
- Kofo: Sohn von Mara und Akobi, den die beiden in Ghana zurücklassen
- Comfort: Heimliche Geliebte Akobis in Accra, die später seiner Einladung nach Deutschland folgt
- Gitte: Akobis naive Lebensgefährtin in Deutschland, der Mara als Akobis Schwester vorgestellt wird
- Pompey: Zuhälter Maras

## Ausgaben
- Deutsche Erstausgabe (Übersetzung: Carmen Baerens): Schmetterling Verlag, Stuttgart 1991, ISBN 3-89657-140-0
- Taschenbuch-Ausgabe: dtv, München 1994, ISBN 9783423118576
- Englische Erstausgabe: Heinemann African Writers Series, 1995, ISBN 9780435909901
- Französische Erstausgabe: Par-delà l'horizon, Actes Sud, 1999, ISBN 9782742712724
- Spanische Erstausgabe: Más allá del Horizonte, Schmetterling Verlag, Stuttgart, 2003, ISBN 9788496095168